# Stare (Boryspil)
Stare (ukrainisch Старе; russisch Старое Staroje) ist ein Dorf in der ukrainischen Oblast Kiew mit etwa 2900 Einwohnern (2004).

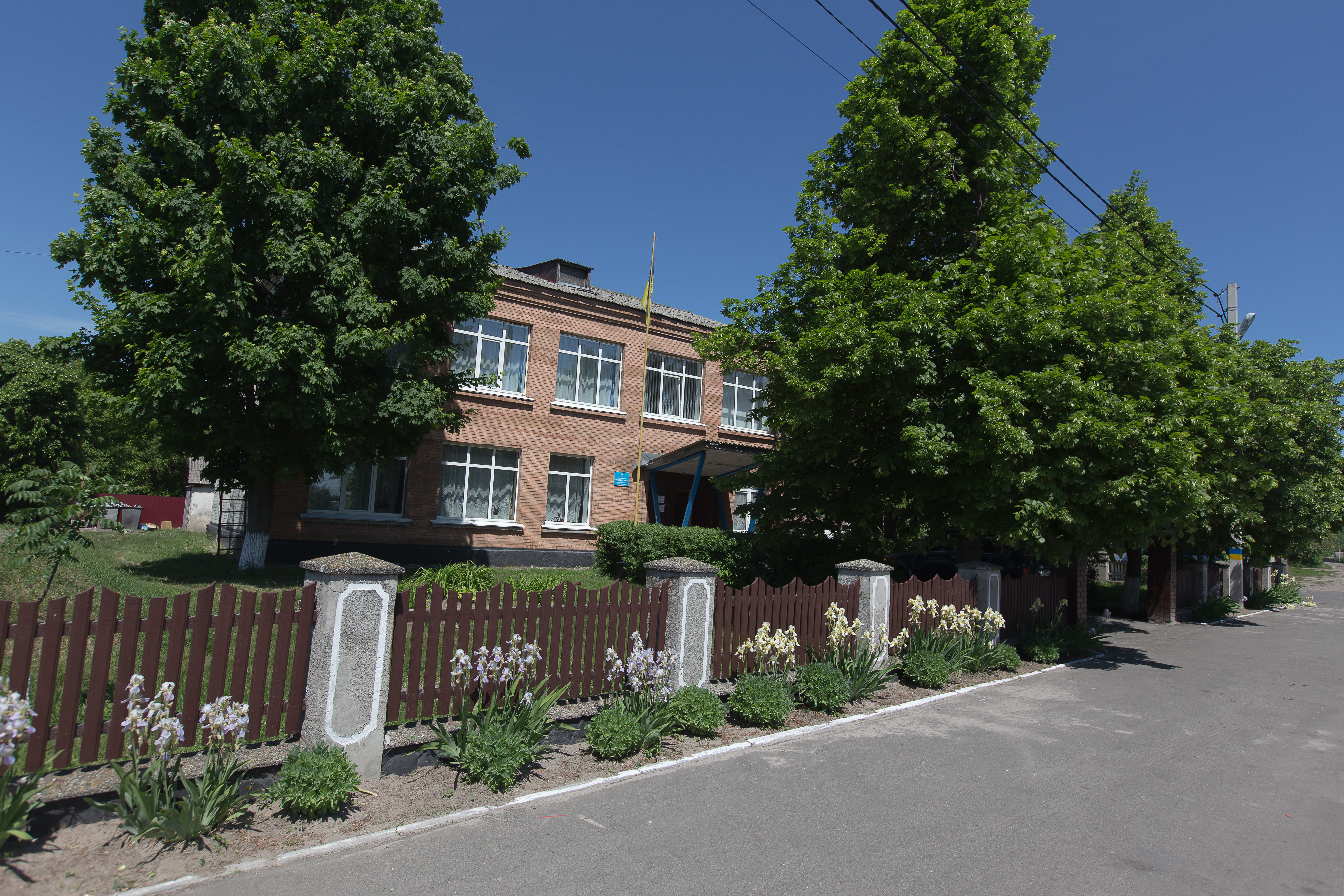
Verwaltungssitz im Ort

Stare liegt im Rajon Boryspil zwischen dem linken Ufer des zum Kaniwer Stausee angestauten Dnepr und der Fernstraße N 08.
Das Rajonzentrum Boryspil befindet sich 36 km nordwestlich und die Hauptstadt Kiew liegt 65 km nordwestlich von Stare.
Am 12. Juni 2020 wurde das Dorf ein Teil der neugegründeten Landgemeinde Woronkiw, bis dahin bildete es zusammen mit dem Dorf Wassylky (Васильки) die gleichnamige Landratsgemeinde Stare (Старівська сільська рада/Stariwska silska rada) im Süden des Rajons Boryspil.